# Kulasekara Cinkaiariyan
Kulasekara Cinkaiariyan (mort 1284) és considerat el primer dels reis Aryacakravarti de la dinastia que va establir el seu govern sobre el Regne de Jaffna a Sri Lanka. Algunes fonts natives indiquen que fou el fill de Kulingai Cakravarti (Kalinga Magha, en tàmil Cekaracecekaran I) el legendary fundador del regne de Jaffna però altres historiadors el consideren com un ministre o príncep Pandya que va emparentar amb la família de Kulingai Cakravarti després del final del govern de l'usurpador Chandrabhanu el 1262 i del seu fill Savakanmaindan el 1278.
Segons una font primària singalesa, el Mahavamsa, un senyor de la guerra anomenat Aryacakravarti va envair la capital singalesa de Yapahuwa en nom del rei Pandya Maaravaramban Kulasekara Pandya I entre els anys 1277 a 1283. La majoria d'historiadors consideren que fou aquest Arayacakravarti que es va quedar allí per crear la dinastia Arayacakravrati com a tributària dels pandyes, tot i que els seus descendents reclamen origen de Kulingai Cakravarti.
A la seva mort el va succeir el seu fill Kulotunga Cinkaiariyan.